# 악티노클로리스과
악티노클로리스과(Actinochloridaceae)는 녹조강 클라미도모나스목에 속하는 녹조류과의 하나이다. 4속 15종으로 이루어져 있다.

## 하위 속
- 악티노클로리스속 (Actinochloris) - 유일종 A. sphaerica, 이전에 히프노모나스과로 분류하기도 함.
- Deasonia - 6종
- Macrochloris - 6종
- Pseudodictyochloris - 2종